# 民族史
民族史（みんぞくし）は生活や歴史に関する情報の典拠と同じく文化や先住民の習慣の研究である。今も存在したり存在していない可能性のある様々な民族性の歴史の研究でもある。この用語はアメリカ大陸史について書く際に最も広く使われている。
民族史はその根拠として歴史学的なデータと民族学誌的なデータの両方を用いている。その歴史学的な手法と道具は、文書と写本の標準的な利用に勝っている。専門家はこのような根拠となる資料を利用することを地図や音楽、絵画、写真、民間伝承、口承、遺跡探査、考古学的出土物、博物館収蔵品、恒久的な習慣、言語、地名として認めている。

## 歴史的展開

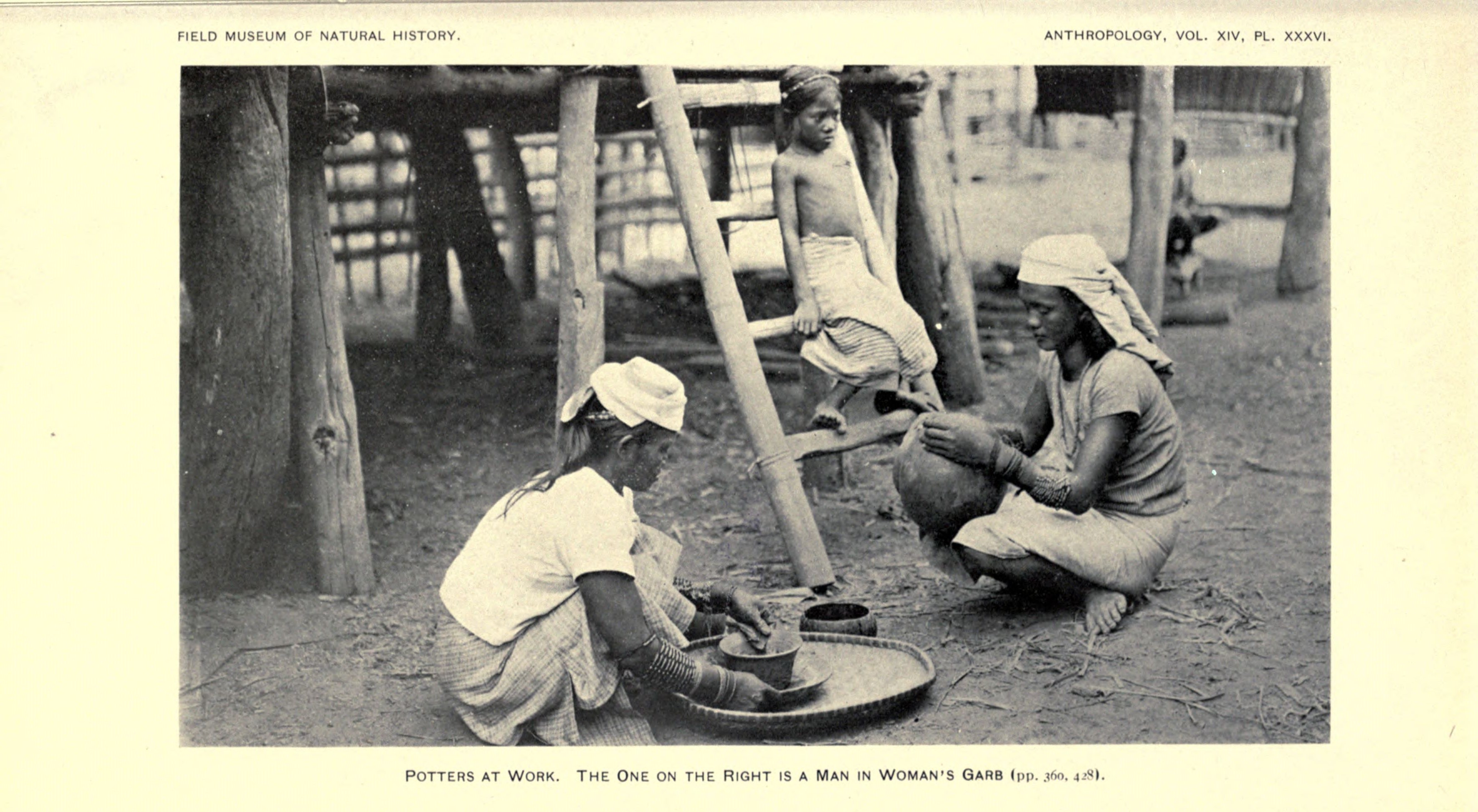
フィリピン北部のイトネグ族陶工。右側の人は生物学的に男性で植民地化以前のフィリピンで広く慣例であった女性の服を着ている。

メキシコの先住民の歴史を研究する学者には植民地時代に遡る長い伝統があり、メキシコの先住民の歴史を書くのにアルファベット文書などの典拠を用いた。考古学者ロバート・ウォーチョープが編集した中央アメリカの先住民便覧は1973年に著される民族史に関わる典拠への案内として出版されるメソアメリカの民族史に関する多様な書物を作るのに関わった。書物が出版された時に「「民族史」という用語とここで使われる観念としての概念の両方が最近の傾向よりも文献に入っていて十分に合意が得られていない」。書物は「後に専門家が専門的に受け入れられる民族史を示すのに利用できる」典拠の目録であることを意図された。
20世紀中葉から後半にメキシコの多くの民族史学者が現在新哲学として知られる民族史の分野にメキシコの先住民の言語に系統立って多くの植民地のアルファベット文書を発行し始めた。これは十分に先住民の歴史を統合するメキシコの歴史を書く専門家の旧来の伝統を構築した。
アメリカ合衆国ではフィールドは先住民権利委員会から求められるアメリカ先住民社会の研究から発展した。専門家が先住民に有利になろうと不利になろうと宣誓する中で理論的な関心よりも実践的な関心が得られた。新興の方法論は文書に示された歴史的な出典や民族誌学的な方法を用いた。事例研究をした学者にフロリダの先住民やジカリラ・アパッチやエミニー・ウィーラーヴィージリンについて研究するよう依頼された五大湖とオハイオ渓谷調査事業の代表でアメリカ民族史協会の創設者ラテンアメリカ学者ハワード・F・クラインがいた。
フィールドはメラネシアにも到達し、ここでは最近のヨーロッパの接触で研究者が直接後期接触期の前期を観察し重要な理論上の疑問を明らかにできた。マイケル・ハーキンは民族史は20世紀後半の歴史と人類学の間の一般的な友好関係の一部であったと主張している。
民族史は有機的に包括的な指標や意識した計画のないままに外部の非学術的圧力への謝意を増大させ、それにしても文化的・歴史的分析に中心となる問題を引き入れることになった。民族史学者は特定の集団に関する特別な知識や理解、文化的現象の解釈を用いることに誇りを持った。平均的な歴史学者がある集団によったりその集団のために作られた文書に単に基づいて行動する能力以上に深入りできる分析を発展させていると主張している。自身の言葉や文化的な規範によって文化を理解しようとしている。民族史は分析方法としての観点を含む歴史的に関連のある方法論とは異なっている。フィールドとその手法は全体論的で包括的な枠組みのためにアメリカ先住民の歴史を著すのによく合致している。異なる枠組みに橋渡しでき更に見識の深い過去を解釈する際の文脈につながれるために特に重要である。
フィールドの定義は長年の間に洗練されたものになっている。嘗ては民族史はウィリアム・N・フェントンが言うように特に「歴史的な出土物を利用することで民族学的概念や物質を批判的に利用する」新しい観点を加えた厳密な意味での歴史とは異なっていた。後にジェームズ・アクステルは民族史を「民族学的概念と分類で定義される文化における本質の知識と変化の原因を得る歴史的・民族学的手法の利用」と表現した。他に以前は無視された歴史的な関係者にこの基本的な概念を当てている人がいる。例えばエド・シーフェリンは民族史は基本的に事件がどのように起こるかという人々自身の感覚即ち文化的に過去を構築する手法を考慮しなければならないと主張した。最後にシモンズは「出典物が許す限り長期に様々な証拠として生かす一種の文化的な伝記」として民族史を理解することを明確に述べた。民族史を「生きる人々の記憶と声に結びつけられるなら」最も有益なホーリズムと歴史に関わる手法に基づく試みと表現した。
アメリカ合衆国の調査フィールドとして民族史の歴史を思い浮かべながらハーキンは歴史と人類学のフィールドの集合と分岐の広範な概念と20世紀中葉の北アメリカの先住民の土地要求と法律史の特別な環境の中に関連付けて考えた。
（アイルランドのような）ヨーロッパの伝統的な社会の民族史研究に関する可能性を論評しながらガイ・バイナーは「民族史の発展に貢献する人々は効果的に西洋社会の研究に応用できるこの研究法を論じてきたがこのような新しい試みは獲得されておらずヨーロッパ社会で殆ど明白に示されていない民族史が現在までのところ書かれている」と気付いた。

## 参照
1. 1 2  Axtell, J. (1979). “Ethnohistory: An Historian's Viewpoint”. Ethnohistory 26 (1):  3–4. doi:10.2307/481465. JSTOR 481465.
2. ↑  Handbook of Middle American Indians, Guide to Ethnohistorical Sources, volumes 12-16, Howard F. Cline, general editor. Austin: University of Texas Press 1973.
3. ↑  Howard F. Cline, "Introduction: Reflections on Ethnohistory" in Handbook of Middle American Indians, Guide to Ethnohistorical Sources, vol. 12, p. 3.
4. ↑  Cline, "Introduction: Reflections on Ethnohistory", p. 4.
5. ↑  James Lockhart, "Charles Gibson and the Ethnohistory of Postconquesst Central Mexico" in Nahuas and Spaniards: Postconquest Central Mexican History and Philology. Stanford University Press and UCLA Latin American Studies, vol. 76. 1991, p. 178
6. ↑  Restall, Matthew, "A History of the New Philology and the New Philology in History", Latin American Research Review - Volume 38, Number 1, 2003, pp.113–134
7. ↑  “Sources and Methods for the Study of Postconquest Mesoamerican Ethnohistory, Provisional Version, James Lockhart, Lisa Sousa, and Stephanie Wood, editors (2007)”. Template:Cite webの呼び出しエラー：引数 accessdate は必須です。
8. ↑  Newsroom, IU Bloomington. “IU ethnohistory archives to bear name of pioneering researcher Wheeler-Voegelin: IU Bloomington Newsroom: Indiana University Bloomington” (英語). news.indiana.edu. 2015年9月4日時点のオリジナルよりアーカイブ。2022年3月1日閲覧。
9. ↑  Michael E. Harkin, "Ethnohistory's Ethnohistory," Social Science History, Summer 2010, Vol. 34#2 pp 113-128
10. ↑  Lurie, N. (1961). “Ethnohistory: An Ethnological Point of View”. Ethnohistory 8 (1):  83. doi:10.2307/480349. JSTOR 480349.
11. ↑  DeMallie, Raymond J. (1993). “These Have No Ears": Narrative and the Ethnohistorical Method”. Ethnohistory 40 (4):  515–538. doi:10.2307/482586. JSTOR 482586.
12. ↑  Fenton, W. N. (1966). “Field Work, Museum Studies, and Ethnohistorical Research”. Ethnohistory 13 (1/2):  75.
13. ↑  Schieffelin, E. and D. Gewertz (1985), History and Ethnohistory in Papua New Guinea, 3
14. ↑  Simmons, W. S. (1988). “Culture Theory in Contemporary Ethnohistory”. Ethnohistory 35 (1):  10. doi:10.2307/482430. JSTOR 482430.
15. ↑  Harkin, Michael (2010). “Ethnohistory's Ethnohistory: Creating a Discipline from the Ground Up”. Social Science History 34 (2):  113–128. doi:10.1215/01455532-2009-022.
16. ↑  Guy Beiner, Forgetful Remembrance: Social Forgetting and Vernacular Historiography of a Rebellion in Ulster (Oxford University Press, 2018), p.10.